# Захід штату Санта-Катарина (мезорегіон)
Захід штату Санта-Катарина (порт. Mesorregião do Oeste Catarinense) — адміністративно-статистичний мезорегіон в Бразилії, входить в штат Санта-Катарина. Населення становить 1161 тис. чоловік на 2006 рік. Займає площу 27 288,763 км². Густота населення — 42,6 чол./км².

## Склад мезорегіону
В мезорегіон входять наступні мікрорегіони:
1. Шапеко
2. Конкордія
3. Жоасаба
4. Сан-Мігел-ду-Оесте
5. Шаншере

| Бразилія | Це незавершена стаття з географії Бразилії. Ви можете допомогти проєкту, виправивши або дописавши її. |